# Itauçu
| Itauçu                       | Itauçu               |
| ---------------------------- | -------------------- |
|                              |                      |
| Wappen                       | Flagge               |
| Wappen von Itauçu            | Flagge von Itauçua   |
| Karte                        |                      |
|                              |                      |
| Basisdaten                   |                      |
| Staat:                       | Brasilien (BRA)      |
| Bundesstaat:                 | Goiás (GO)           |
| Mesoregion:                  | Zentral-Goiás        |
| Mikroregion:                 | Anápolis             |
| Geografische Lage:           | 16° 12′ S, 49° 36′ W |
| Distanz zu Goiânia:          | 76 km                |
| Zeitzone:                    | UTC−3 Sommer: UTC−2  |
| Höhe:                        | 839 m                |
| Fläche:                      | 383,682 km²          |
| Einwohner:                   | 8.549                |
| Bevölkerungsdichte:          | 23,8 Einwohner/km²   |
| Telefonvorwahl:              | +55 62               |
| Postleitzahl (CEP):          | 75450-000            |
| Adresse der Stadtverwaltung: |                      |
| Offizielle Website:          |                      |
| Jahrestag:                   | 11. Oktober          |
| Gemeindegründung:            | 1949                 |
| Politik                      |                      |
| Bürgermeister:               |                      |
| Vize-Bürgermeister:          |                      |

Itauçu ist eine brasilianische politische Gemeinde und Kleinstadt im Bundesstaat Goiás in der Mesoregion Zentral-Goiás und in der Mikroregion Anápolis. Sie liegt westlich der brasilianischen Hauptstadt Brasília und nordwestlich von Goiânia, der Hauptstadt des Bundesstaates.
Weitere Ortschaften im Gemeindegebiet sind Roselândia und Ordália.
In Itauçu entspringt der für die Wasserversorgung der Metropolregion von Goiânia wichtige Fluss Rio Meia Ponte.

## Geographische Lage
Iauçu grenzt an die Gemeinden:
- Im Norden an Taquaral de Goiás und Santa Rosa de Goiás
- Im Osten an Petrolina de Goiás
- Im Süden an Inhumas und Araçu
- Im Westen an Itaberaí